# میسنی‌ها
احتمال می‌رود میسنی‌ها از اقوام مهاجر یونانی در اوایل هزاره دوم پ.م در جزایر اژه و مدیترانه و هم‌زمان با شکل‌گیری تمدن جزیره کرت باشند. این تمدن به دلیل علاقه به طلا و وجود گنجینه‌های فراوان به نقل از هومر به «تمدن سرشار از طلا» شهرت یافت. پس از نابودی تمدن کرت، میسنی‌ها برتری یافتند؛ اما دیری نپایید که با مهاجرت دوری‌ها تمدن میسنی نیز از بین رفت. این مهاجرین جدید بعدها تمدن یونان را بنا نهادند، هر چند از میراث هنر کرت و میسنی نیز برخوردار بودند. تحولات این دوران را می‌توان در نخستین منظومه‌های حماسی اروپا یعنی ایلیاد و ادیسه اثر هومر دید.

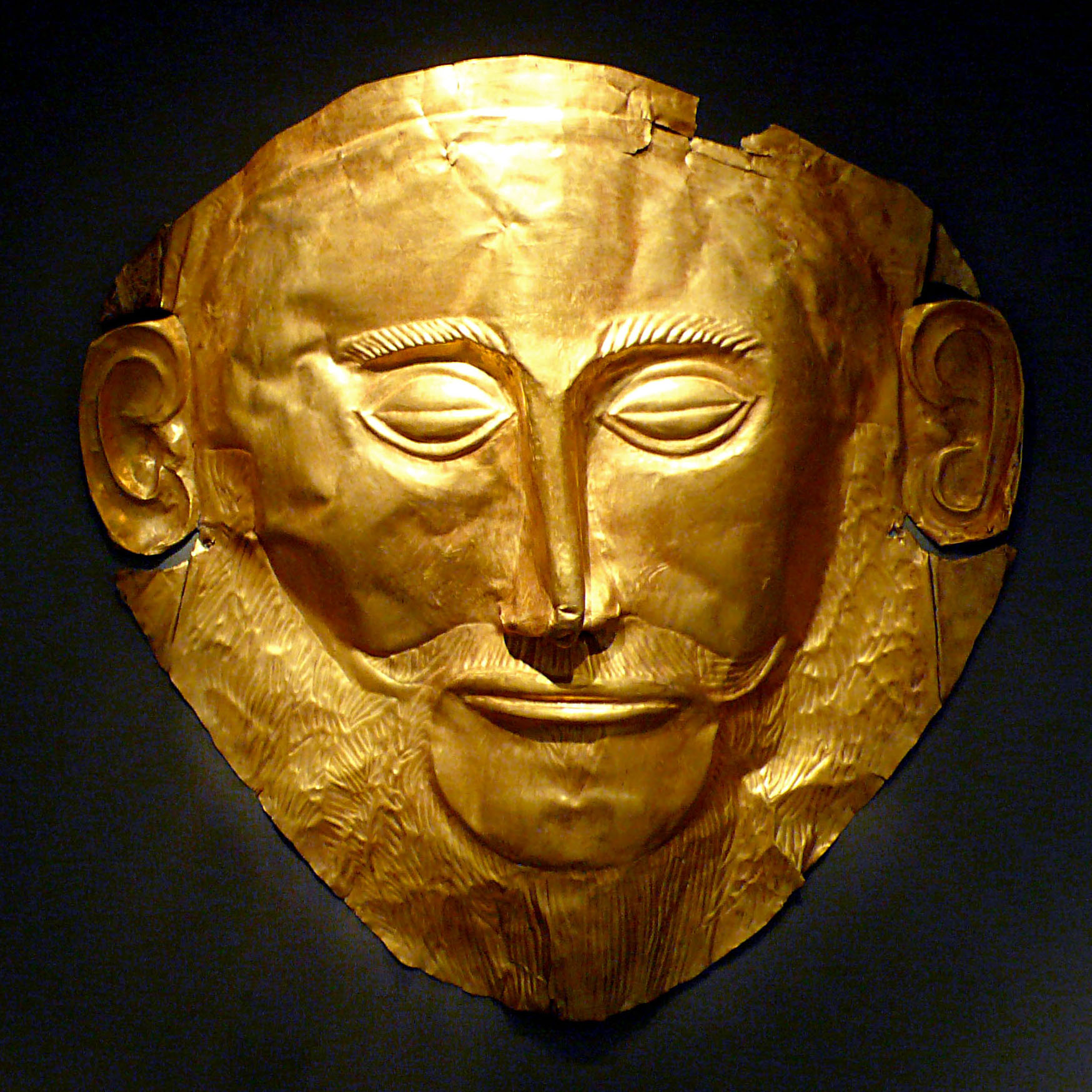
نقاب متوفی از جنس طلا احتمالاً متعلق به آگاممنون

## عقاید و دین
با نقاب‌های طلایی کشف شده در مقبره‌های زیرزمینی مانند مقبره آترئوس که شبیه به شخص متوفی آهن کاری شده و هم چنین نقاشی‌های دیواری از گاو و طبیعت، این نتیجه به عمل می‌آید که میسنی‌ها مانند تمدن مصر به جهان پس از مرگ و دنیای ابدی اعتقاد داشتند.

## هنر میسنی

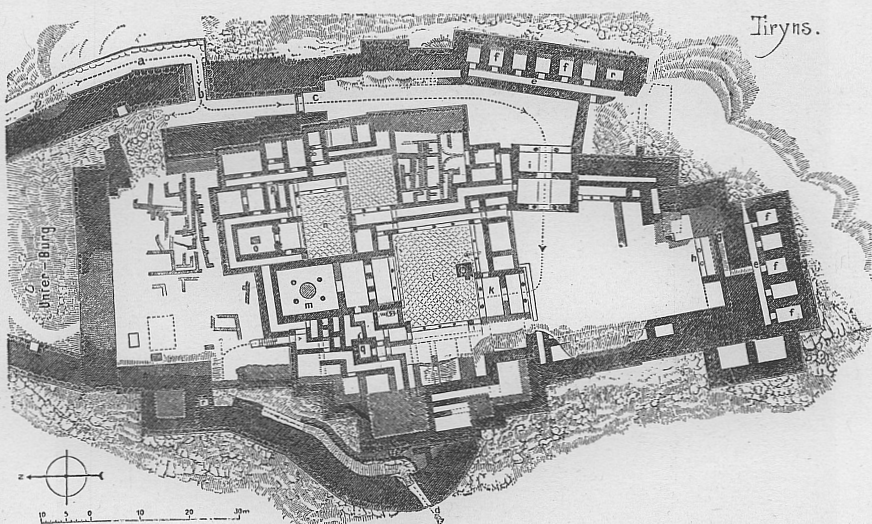
نقشه کاخ تیرینس، یونان، حدود ۱۲۰۰–۱۴۰۰ ق. م

### معماری
میسنی‌ها به دلیل جنگ‌ها و حمله‌های قومی توجه خاصی به ساخت دژ و پناهگاه‌های نظامی داشتند و برخلاف تمدن مینوسی که کاخهایش دژ نداشت، دیوار کاخ‌های میسنی‌ها بسیار بلند بود. از جمله کاخها می‌توان دژ معروفی که به "ارگ تیرینس" شهرت دارد اشاره کرد. ارگ تیرینس یا تیرونز که در فاصله پانصد کیلومتری میسن قرار داشت، در نزد هومر به تیرونز صد دیوار و در نزد مردمان روزگار باستان به زادگاه هرکول شهرت داشت. این کاخ برخلاف کاخ کنوسوس بر مبنای نقشه‌ای حساب شده ساخته شده‌است. علاوه بر کاخ تیرینس کاخهای بزرگ دیگری در وافیو، پولوس، اورخومنوس، آرن و ایولکوس کشف شده‌است.
معماری میسنی جزئیات و کنده کاری ندارد و تنها پاره سنگ‌های برش خرده روی هم قرار گرفته‌اند اما از معروف‌ترین و مشهورترین نمونه‌های کنده کاری این دوران "دروازه شیران" را می‌توان نام برد.

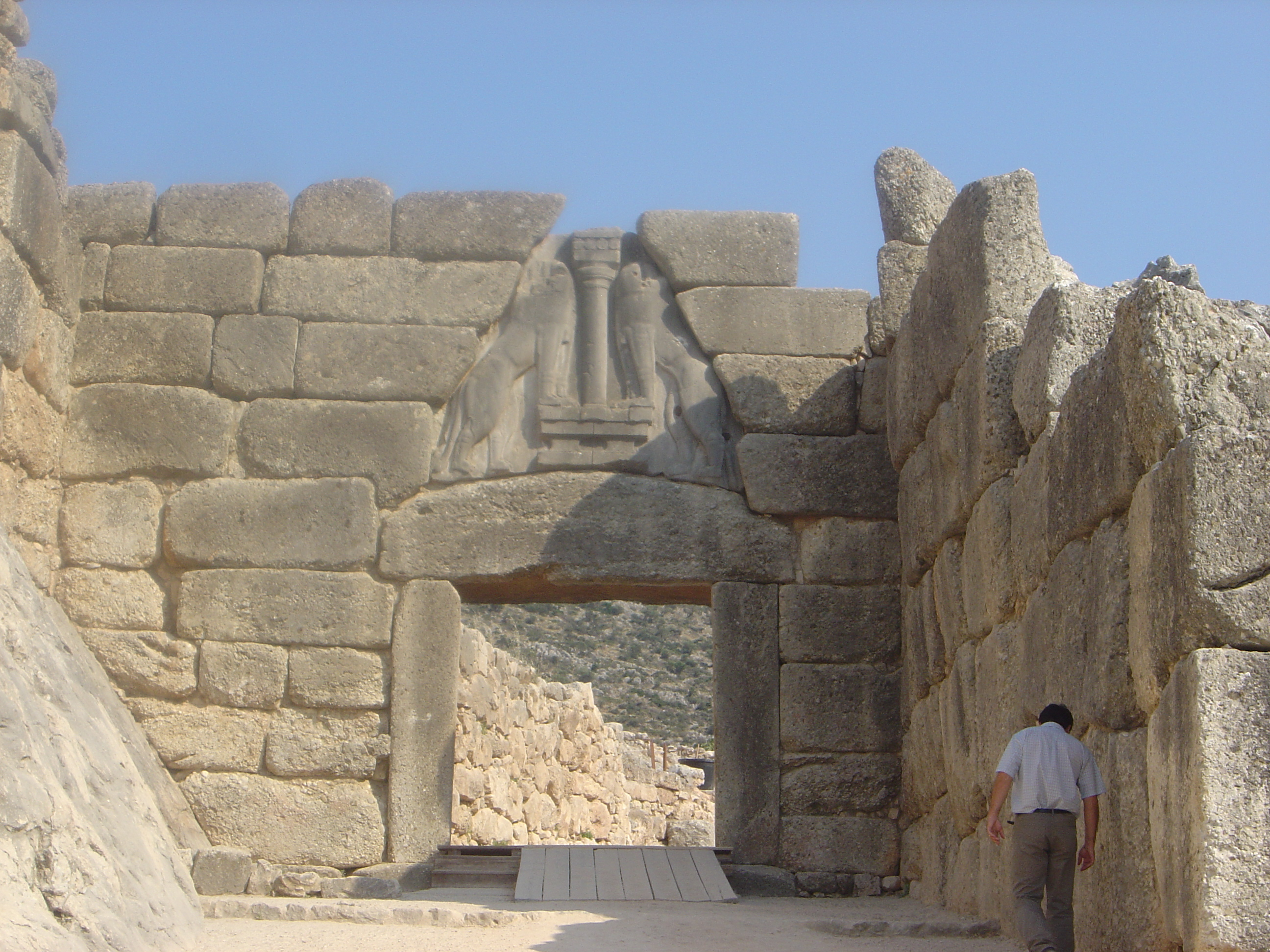
دروازه شیران، میسن درموکنای، حدود ۱۲۵۰–۱۳۰۰ ق. م

یونانیان در دوره‌های بعد دیوارهای مستحکم و تنومند تیرینس و دیگر بناهای میسن را که از سنگ‌های نتراشیده یا نیم تراش ساخته شده‌بودند را کار سیکلوپها، غولان اساطیری یک چشم دانستند و معتقد بودند که این دیوارها کار نژاد غولان افسانه‌ای است.

### صنایع دستی
مقابر میسنی‌ها به شکل لانه زنبوری ساخته می‌شده که در آن‌ها مقادیر زیادی خنجر مفرغی مرصع کاری شده با طلا و نقره کشف شده‌است. در این مقابر چندین نقاب چکش کاری شده نیز یافت شده‌است که احتمالاً ویژگی‌های چهره شخص متوفی را به حالتی واقع گرایانه ثبت کرده‌است.

همان‌طور که ذکر شد، میسنی‌ها از طلا در آثار هنری خود استفاده‌های بسیاری می‌کردند که از نمونه‌های آن می‌توان به "جام وافیو" اشاره کرد.این جام‌ها دو جفت‌اند و حاوی یک ورقه طلای خارجی که نقوش روی آن حکاکی شده و یک ورقه داخلی که سطحی صاف و هموار دارد، هستند. همچنین دسته به صورت یک تکه جدا به بدنه متصل شده. موضوع برجسته‌کاری‌ها احتمال می‌رود که مینوسی باشد و به مراسم گاوبازی و شکار گاو مربوط می‌شود.

سفالگری این دوره تفاوت آشکاری با آثار مینوسی دارد و از نمونه‌های معروف سفالگری این دوران، سفالی موسوم به "ظرف جنگاوران" است.در این گلدان صفی از سربازان میسنی دیده می‌شود که از لحاظ قیافه و نوع پوشش با آثار قبل کاملاً متفاوت هستند و می‌تواند سندی بر تفاوت نژاد میسنی‌ها با اقوام قبلی کرت باشد.

## سقوط
در سال ۱۲۰۰ ق. م تمدن میسنی به دست دوری‌ها (دوریسی‌ها) که دارای سلاح‌های آهنی بودند، سقوط کرد.
دوریها در جنگ با میسنی‌ها از سلاح فلزی استفاده کردند و نسبت به تجهیزات میسنی که بیشتر از مفرغ و فلزات نرم بود، بسیار پیشرفته‌تر بودند.
بعد از سقوط میسنی‌ها عصر ظلمت چند صد ساله‌ای در منطقه حاکم شد. گرچه مدارک چندانی از آن برجای نمانده‌است، نمی‌توان این دوره را یک خلأ تاریخی پنداشت.